# Leon Pomarede
Leon Pomarede, auch De Pomarede und De la Pomarede (* 1806 oder 1807  in Tarbes, Département Hautes-Pyrénées, Frankreich; † 1892 in St. Louis, Missouri), war ein franko-amerikanischer Panoramen-, Landschafts-, Genre-, Historien-, Miniatur- und Dekorationsmaler.

## Leben
Pomarede, Sohn von Jacques Pomarede und Hortense Abadie, erhielt eine künstlerische Ausbildung in Europa, vermutlich in Paris, Deutschland und Italien. Um 1830 emigrierte er in die Vereinigten Staaten. Dort ließ er sich bald in New Orleans nieder, schloss sich dem Theatermaler Antoine Mondelli (* 1799; 1821–1856 in New Orleans aktiv) an und heiratete dessen Tochter. Im Januar 1832 annoncierte er, dass er Räume in Öl oder Fresko dekorieren könne. Im gleichen Jahr begab er sich nach St. Louis (Missouri) und schuf dort eine der älteste Veduten dieser Stadt. 1834 erhielt er den Auftrag, die Basilica of St. Louis, King of France, auszugestalten. 1837 kehrte er nach New Orleans zurück und eröffnete ein eigenes Atelier. 1841 beendete er dort die Auftragsarbeit für drei religiöse Gemälde zur Ausstattung der St. Patrick’s Church. Dabei assistierten ihm Mondelli und George David Coulon (1822–1904).

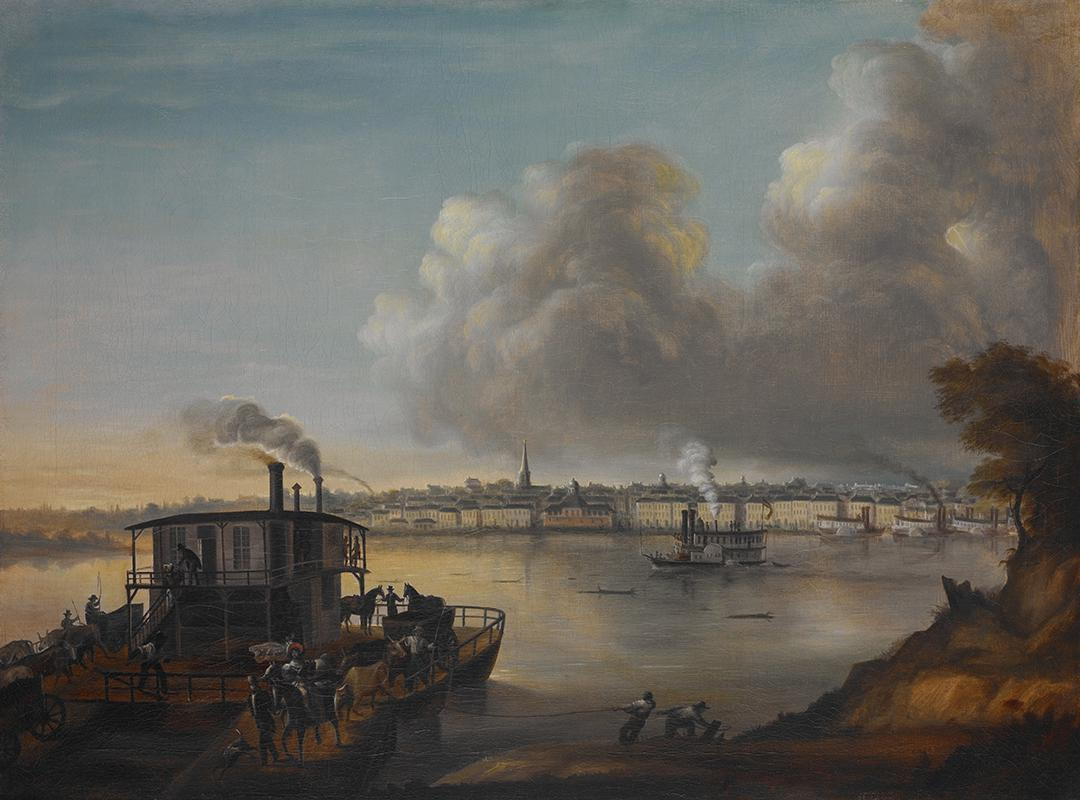
View of St. Louis, zwischen 1832 und 1835, Crystal Bridges Museum of American Art

1843 zog er erneut nach St. Louis, ließ sich dauerhaft nieder und ging zur Entwicklung eines bewegten Panoramas zur Darstellung des Mississippi eine geschäftliche Partnerschaft mit Thomas Edgeworth Courtenay (1822–1875) ein. 1848 kooperierte er dazu vorübergehend auch mit Henry Lewis, der sich aber bald entschloss, ein eigenes Panorama zu schaffen. Bei der Entwicklung des Panoramas erhielt Pomarede Unterstützung durch den Haus- und Schiffsanstreicher Charles Wimar, den er künstlerisch ausbildete und der so die Laufbahn zu einem erfolgreichen Kunstmaler einschlug. 1849 ging „Pomaréde’s Original Panorama of the Mississippi River and Indian Life“ auf Tour, über St. Louis, New Orleans, New York City und weitere Städte, ehe es im November 1850 in Newark (New Jersey) in Flammen aufging. Nach diesem Verlust kehrte Pomarede nach St. Louis zurück, eröffnete wieder ein Atelier und schuf für den Rest seines Lebens religiöse und Genrebilder sowie Wandmalereien für Kirchen, Theater, Hotels und öffentliche Gebäude. Er starb im Alter von etwa 85 Jahren an den Folgen eines Sturzes von einem Gerüst, den er bei Arbeiten in einer Kirche in Hannibal (Missouri) erlitten hatte.